# Morales del Vino

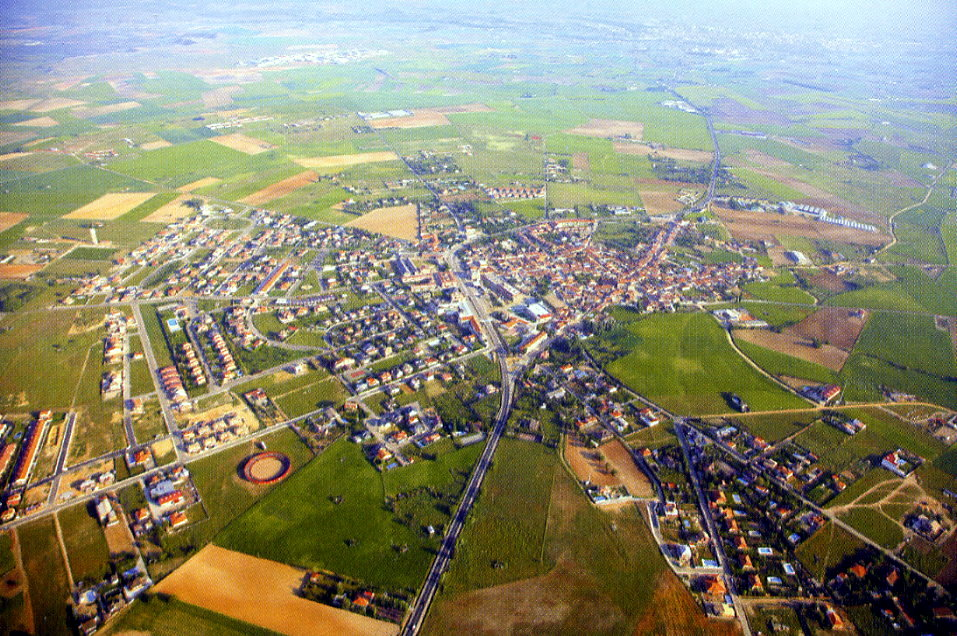
Vue aérienne de la ville

Morales del Vino est une commune de la province de Zamora dans la communauté autonome de Castille-et-León en Espagne.

## Histoire
L'existence de cette ville est avérée depuis l'an 1106. 

## Géographie
Il s'agit d'un territoire peu boisé, avec des pentes correspondantes aux terrasses alluviale du Douro.